# Rue du Sabot
La rue du Sabot est une voie du 6e arrondissement de Paris, en France.

## Situation et accès
La rue du Sabot est une voie publique située dans le 6e arrondissement de Paris. Elle débute au 11, rue Bernard-Palissy et se termine au 38, rue du Four.

## Origine du nom
Cette voie tire son nom d'une enseigne. « Dans le terrier de l’abbaye de Saint-Germain-des-Prés, de 1523, on lit : Maison rue du Four, faisant le coin de la rue Copieuse, où pend le sabot ».
Dans l'ouvrage Supplément du théâtre italien, Arlequin donne ainsi au vieillard l'étymologie de la rue du Sabot :
« C'est où Jean-Pain-Mollet jeta son Sabot à la tête de Jean Tison. »

## Historique
Ancienne rue « Saunet-le-Breton », puis « rue Copieuse », son nom actuel provient d'une enseigne. 
En 2021, un bar d'échecs ouvre au numéro 4.

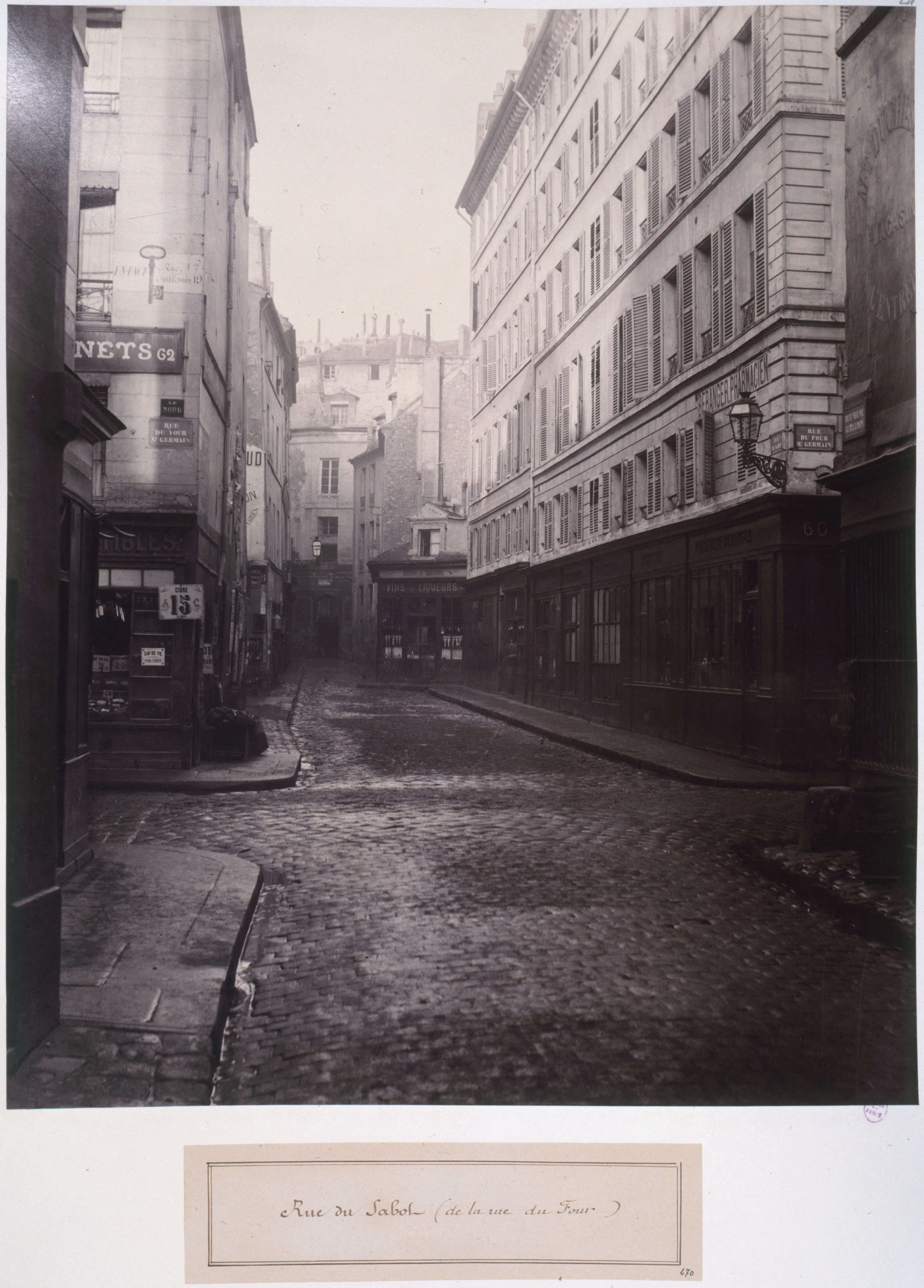
Vers 1865, depuis la rue Neuve-Guillemin (photographie de Charles Marville).
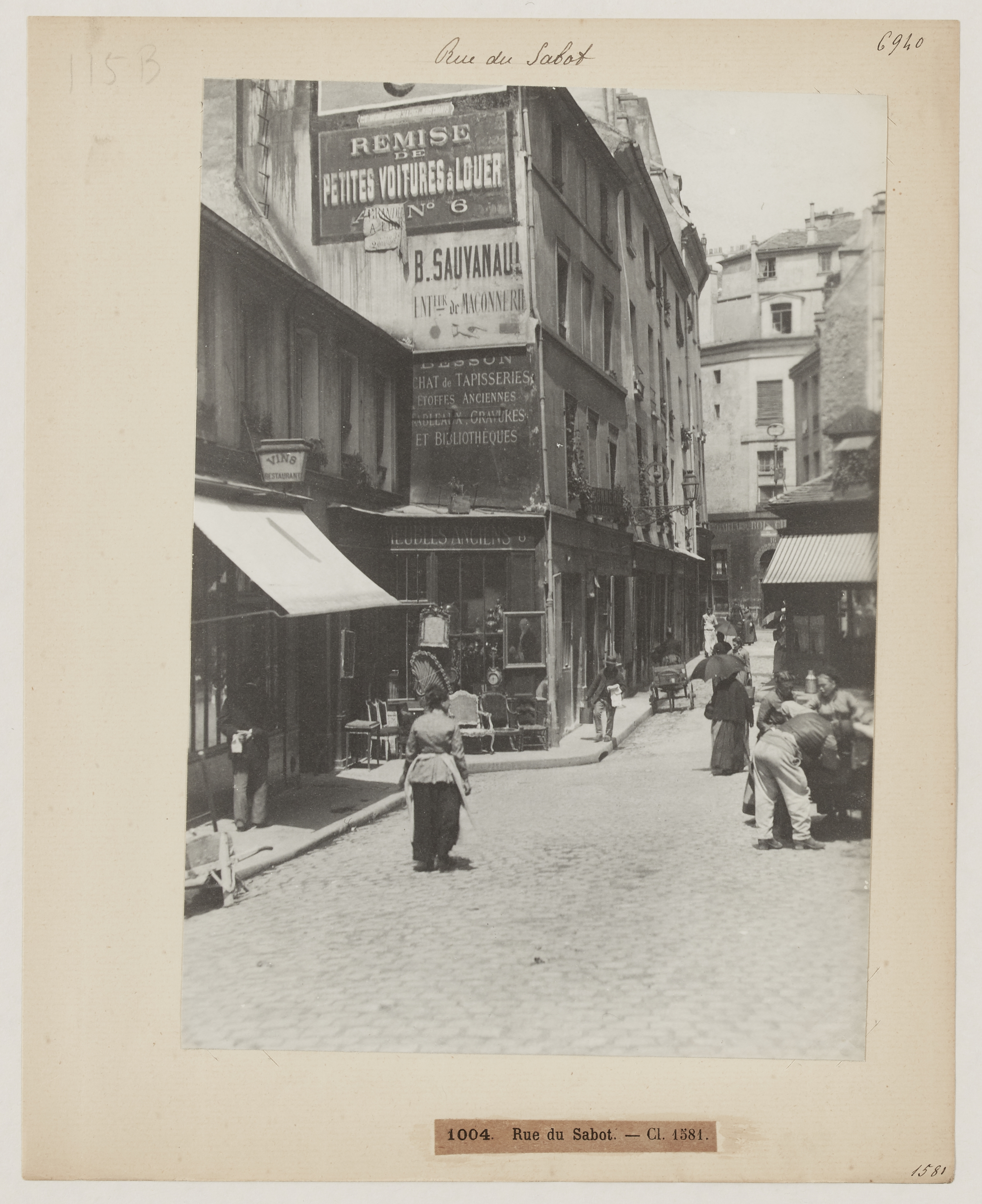
Un antiquaire rue du Sabot vers 1890 (photographie de Hippolyte Blancard).
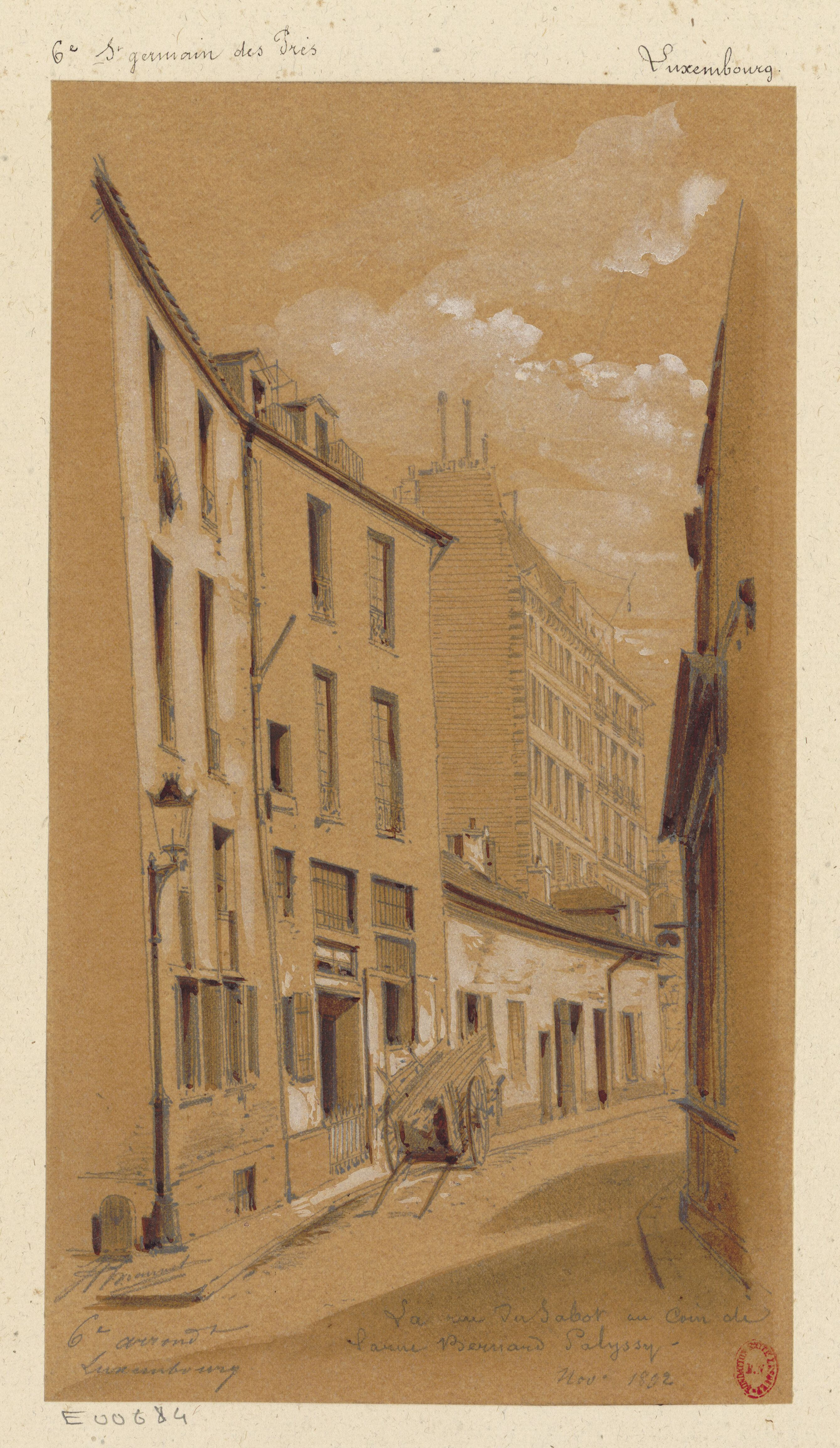
Au coin de la rue Bernard Palissy en 1892 (dessin de Jules-Adolphe Chauvet).
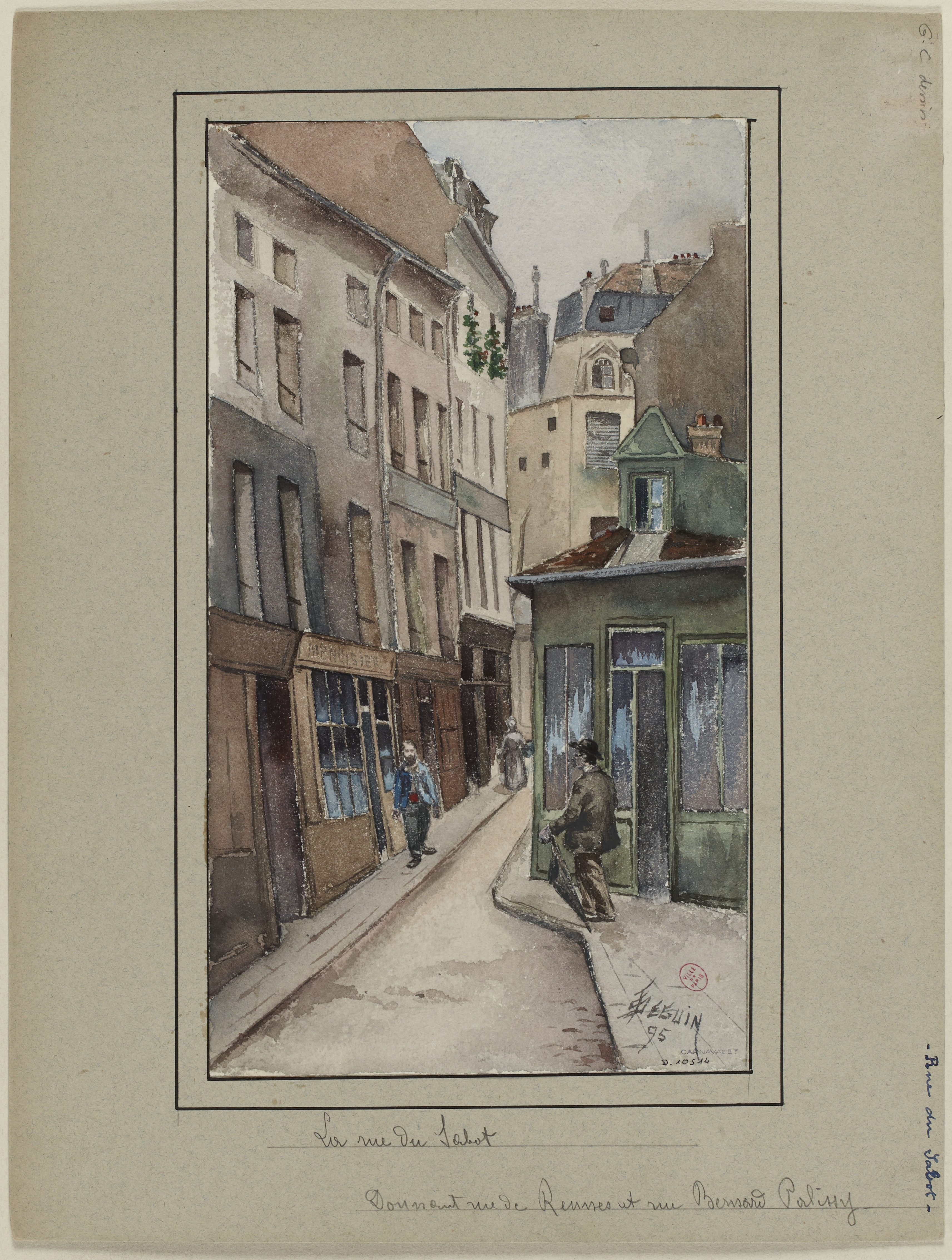
En 1895 (dessin de F. Séguin).
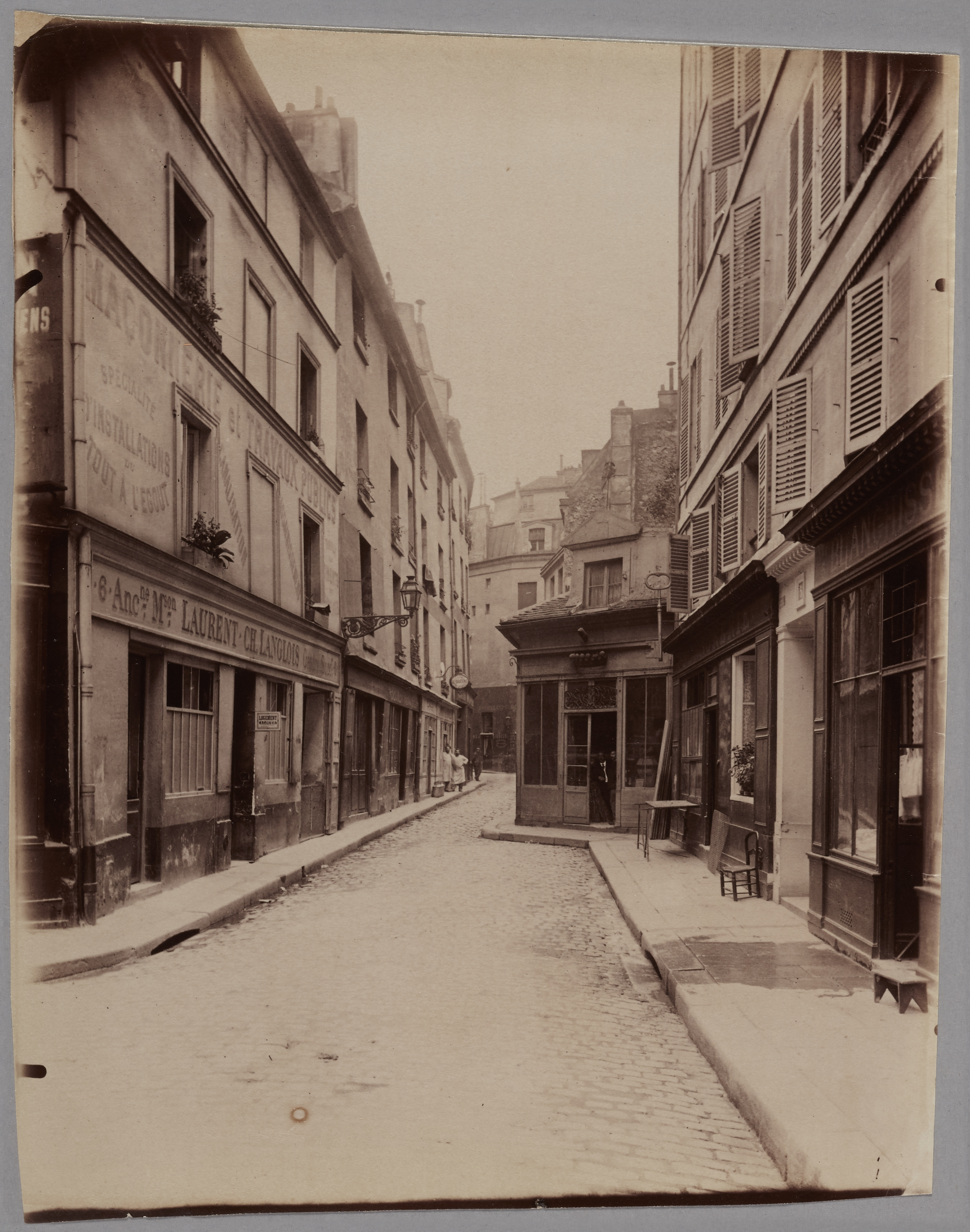
En 1899 (photographie d'Eugène Atget).
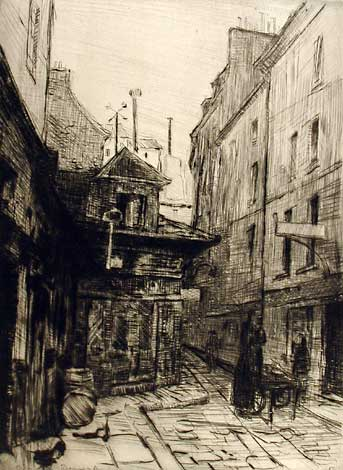
Vers 1910 (eau-forte de Clara Weaver Parrish).
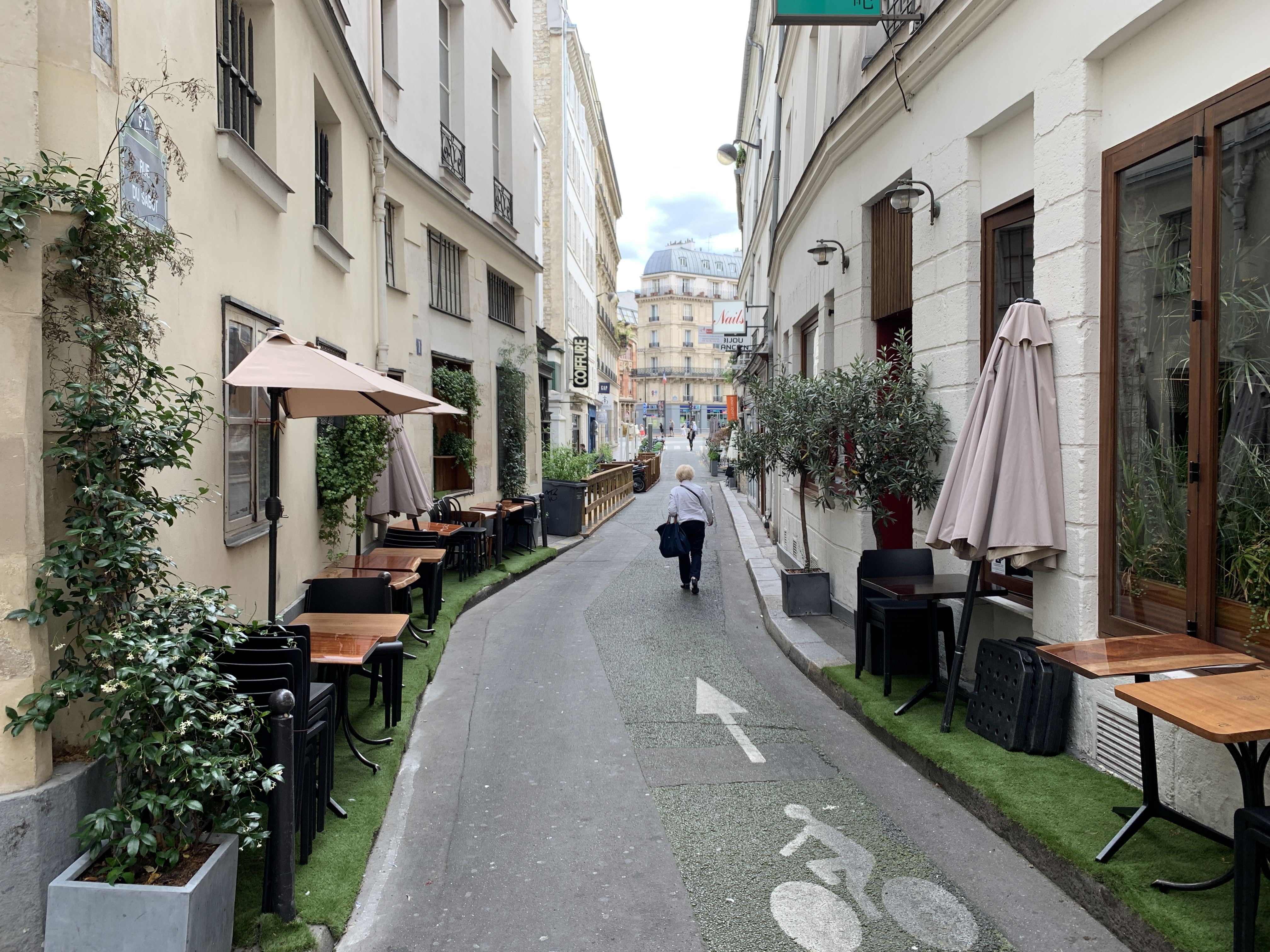
En 2021.